# 片岡仁左衛門

七つ割
丸に二引

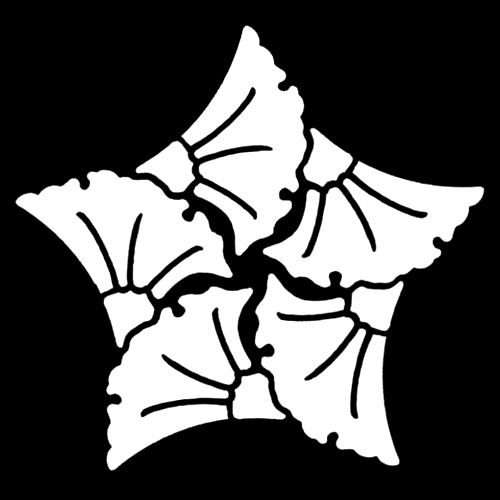
追っかけ
五枚銀杏

片岡 仁左衛門（かたおか にざえもん、旧字体：仁左衞門）は、歌舞伎役者の名跡。
屋号は初代と二代目は不詳、三代目から五代目までが土佐屋、六代目が富桝屋、七代目以降が松嶋屋。七代目以降の定紋は七つ割丸に二引、替紋は追っかけ五枚銀杏。

## 解説
延宝年間に活躍した若女形・豐島春之丞（とよしま はるのじょう）の弟・片岡仁左衛門を初代とする。
当代で15代を数え、上方系の名跡では最も歴史のあるもののうちのひとつだが、初代から六代目までと、七代目以降とでは、系統がまったく異なる。また前者には「仁左衛門」の名跡を預かりながら襲名することはなかった「預り名跡」が3件ないし4件あり、後者には生前襲名できなかった「仁左衛門」を死後に贈られた「追贈名跡」が2件ある。したがって「片岡仁左衛門」を実際に襲名したことが確実なのは、初代・二代目・七代目・八代目・十代目・十一代目・十二代目・十三代目・十五代目の9名となる。

## 片岡仁左衛門代々
- 初 代 片岡仁左衛門
  - 豐島春之丞の弟、1656–1715年。山下半左衛門の門人。
  - 藤川伊三郎 → 初代片岡仁左衛門

- 二代目 片岡仁左衛門
  - 初代の子、生没年不詳。早世。
  - 片岡三平 → 初代片岡長太夫 → 二代目片岡仁左衛門

- 預三代目 片岡仁左衛門
  - 初代の妹婿もしくは義弟、生没年不詳。初代藤川武左衛門の門人・藤川繁右衛門（ふじかわ しげえもん）が「仁左衛門」の名跡を預っていたものとして、これを三代目にあてている。
  - 初代藤川半三郎 → 藤川繁右衛門（＝預三代目片岡仁左衛門）

- 伝四代目 片岡仁左衛門
  - 預三代目の養子、?–1758年。二代目藤川半三郎が延享4年 (1747年) 冬に仁左衛門を襲名したと伝わるが、詳細は不明。まもなく役者を廃業して狂言作者に転向し、藤川 茶谷（ふじかわ さこく）を名乗る。その後宝暦5年 (1755年) には役者として舞台復帰したというが、その際の名乗りも不詳。また茶谷伊右衛門も名乗ったという。この四代目仁左衛門も実は二代目藤川半三郎が「仁左衛門」の名跡を預っていたとする説もある。なお藤川茶谷の高弟に、狂言作者としては師匠よりも大成した藤川山八（ふじかわ さんぱち）がいるが、この山八の実父は茶谷の養父である藤川繁右衛門（預三代目仁左衛門）という関係にある。
  - 藤川正松（または庄松） → 二代目藤川半三郎 → 伝四代目片岡仁左衛門（委細不詳）→ 藤川茶谷（狂言作者転向後） → 不詳（舞台復帰後）

- 預五代目 片岡仁左衛門
  - 四代目の養子、生没年不詳。三代目藤川半三郎（ふじかわ はんざぶろう）が「仁左衛門」の名跡を預っていたものとして、これを五代目にあてている。
  - 山本七三郎 → 山本七蔵 → 三代目藤川半三郎（＝預五代目片岡仁左衛門）

- 預六代目 片岡仁左衛門
  - 先代との関係は不明、1731–89年。三保木七太郎の門弟・二代目三保木儀左衛門（みほき ぎざえもん）が「仁左衛門」の名跡を預っていたものとして、これを六代目にあてている。
  - 三保木富士松 → 藤松三十郎 → 二代目三保木儀左衛門（＝預六代目片岡仁左衛門）

- 七代目 片岡仁左衛門
  - 初代淺尾國五郎の弟、1755–1837年。はじめ二代目中村十蔵の門人、のちに初代淺尾爲十郎の門人。二代目仁左衛門の早世後100年近くにわたって事実上は絶えていた「片岡仁左衛門」の名跡を天明八年 (1788年) に再興し、七代目を襲名。
  - 中村松助 → 二代目淺尾國五郎 → 山澤國五郎 → 七代目片岡仁左衛門

- 八代目 片岡仁左衛門
  - 七代目の養子、1810–63年。はじめ七代目市川團十郎の門人からその養子にまでなったが、後に離縁され、二代目嵐璃寛の門人に。その後こんどは七代目仁左衛門の門人となり、さらにその養子になって大名跡を継いだ。
  - （六代目）市川新之助（成田屋）→ 三桝岩五郎（成田屋）→ 嵐橘次郎（伊丹屋）→ 初代片岡我當 → 二代目片岡我童 → 八代目片岡仁左衛門

- 贈九代目 片岡仁左衛門
  - 八代目の養子、1839–72年。はじめ四代目三桝大五郎の門人、後に二代目片岡我童の門人となり、その養子にまでなるが、三十代半ばで早世。死後36年を経た明治40年 (1907年)、十一代目仁左衛門により「九代目仁左衛門」が追贈された。
  - 三桝梅丸（京桝屋）→ 二代目片岡松之助 → 片岡我當 → 贈九代目片岡仁左衛門（明治40年追贈）

- 十代目 片岡仁左衛門
  - 八代目の三男、1851–95年。意固地と負けん気が災いして晴れ舞台となるはずの仁左衛門襲名披露興行を台無しにしてしまい、そのことを気に病んで間もなく悶死。死後12年を経た明治40年、二代目片岡我當に「九代目仁左衛門」が追贈されたことにともない、それまで九代目だったこちらは一代繰り下がって十代目となった。
  - 初代片岡土之助 → 片岡松若 → 三代目片岡我童 → 九代目片岡仁左衛門 → 十代目片岡仁左衛門（明治四十年改）

- 十一代目 片岡仁左衛門
  - 八代目の四男、1858–1934年。松嶋屋のお家芸「片岡十二集」の撰者。自身が「仁左衛門」を襲名する際、二代目片岡我當に「九代目仁左衛門」を追贈し、それまで九代目だった亡き兄を十代目に改めて、自身は十一代目としてこれを継承した。
  - 初代片岡秀太郎 → 三代目片岡我當 → 十一代目片岡仁左衛門

- 十二代目 片岡仁左衛門
  - 八代目の外孫で十代目の養子、1882–1946年。戦後間もない食糧難の時代、喰い扶持の少ないことを恨んだ住み込みの門人によって、妻・四男・女中二人とともに自宅で惨殺された（ →「片岡仁左衛門一家殺害事件」を参照）。
  - 片岡東吉 → 二代目片岡土之助 → 四代目片岡我童 → 十二代目片岡仁左衛門

- 十三代目 片岡仁左衛門
  - 戸籍上は十一代目の長男、1903–94年。実父は安田財閥の二代目総帥・安田善三郎。最晩年は盲目となりながらも舞台をつとめ、人間国宝に。
  - 片岡千代之助 → 四代目片岡我當 → 十三代目片岡仁左衛門

- 贈十四代目 片岡仁左衛門
  - 十二代目の長男、1910–93年。仁左衛門代々のなかでは唯一の真女形。惨殺された十二代目仁左衛門の長男として、我こそが「十三代目仁左衛門」たるべきとの自覚から、本来は「五代目我童」であるべきところをあえて十三代目片岡我童と名乗る。女形であるが故に生前は果たせなかった「仁左衛門」を、死後まもなく追贈された。
  - 片岡はじめ → 片岡ひとし → 五代目片岡芦燕 → 十三代目片岡我童 → 十四代目片岡仁左衛門（追贈）

- 十五代目 片岡仁左衛門
  - 十三代目の三男、1944年– 。当代。
  - 片岡孝夫 → 十五代目片岡仁左衛門